# Phytoliriomyza bhutanica
Phytoliriomyza bhutanica är en tvåvingeart som beskrevs av Ipe och Beri 1971. Phytoliriomyza bhutanica ingår i släktet Phytoliriomyza och familjen minerarflugor.
Artens utbredningsområde är Bhutan. Inga underarter finns listade i Catalogue of Life.